# (11482) 1988 BW
1988 بي دابليو (ويعرف أيضًا باسم (11482) 1988 بي دابليو وفق تسمية الكوكب الصغير) (بالإنجليزية: 1988 BW)‏ هو كويكب ضمن حزام الكويكبات؛ وترتيبه 11482 من حيث الاكتشاف.
اكتُشف هذا الجُرم الفلكي بواسطة هيروشي كانيدا في 25 يناير 1988.

## وصلات خارجية
- (11482) 1988 BW في قاعدة بيانات مختبر الدفع النفاث لأجرام النظام الشمسي الصغيرة

- الاكتشاف · مخطط المدار ·  العناصر المدارية · المعلمات المادية

- (11482) 1988 BW على موقع ويكي سكاي: DSS2, SDSS, GALEX, IRAS, Hydrogen α, X-Ray, Astrophoto, Sky Map, Articles and images